# Гільєрмо Бетанкурт
Гільєрмо Бетанкурт (ісп. Guillermo Betancourt, нар. 19 липня 1963) — кубинський фехтувальник на рапірах, срібний призер Олімпійських ігор 1992 року, чемпіон світу.

## Виступи на Олімпіадах
| Олімпіада      | Дисципліна           | Місце |
| -------------- | -------------------- | ----- |
| Москва 1980    | індивідуальна рапіра | 32    |
| Москва 1980    | командна рапіра      | 7     |
| Москва 1980    | індивідуальна шпага  | 37    |
| Москва 1980    | командна шпага       | 10    |
| Барселона 1992 | індивідуальна рапіра | 7     |
| Барселона 1992 | командна рапіра      | 2     |